# Đại hội Thể thao châu Á 2006
Đại hội Thể thao châu Á 2006 (tiếng Ả Rập: دورة الألعاب الآسيوية 2006, đã Latinh hoá: Dawrat al-ʼAl‘ab al-Asīawīah 2006), tên chính thức là Asiad XV hay Đại hội Thể thao châu Á lần thứ 15 (tiếng Ả Rập: دورة الألعاب الآسيوية الخامسة عشرة, còn được gọi phổ biến là Doha 2006 (tiếng Ả Rập: الدوحة 2006), là một sự kiện thể thao đa môn cấp châu lục được tổ chức tại Doha, Qatar từ ngày 1 đến ngày 15 tháng 12 năm 2006, với 424 nội dung thi đấu thuộc 39 môn thể thao. Doha là thành phố đầu tiên trong khu vực của mình và là thành phố thứ hai ở Tây Á (sau Tehran năm 1974) đăng cai kỳ đại hội này. Thành phố sẽ một lần nữa đăng cai Asiad vào năm 2030.
Đây cũng là lần đầu tiên cả 45 quốc gia thành viên của Hội đồng Olympic châu Á tham gia đầy đủ. Ngoài ra, kênh Eurosport đã phát sóng sự kiện này, đánh dấu lần đầu tiên một kỳ Á vận hội được phát sóng bên ngoài châu lục. Có 21 địa điểm thi đấu được sử dụng, bao gồm cả khu phức hợp thể thao trong nhà Aspire được xây dựng mới. Lễ khai mạc và bế mạc được tổ chức tại Sân vận động Quốc tế Khalifa. Một số nội dung mới được đưa vào tranh tài bao gồm nhào lộn (trampoline) trong thể dục dụng cụ, cờ vua và ba môn phối hợp (triathlon).
Bảng tổng sắp huy chương được dẫn đầu bởi Trung Quốc, tiếp theo là Hàn Quốc và Nhật Bản. Qatar, nước chủ nhà, xếp thứ 9 chung cuộc. Tajikistan, Jordan và Các Tiểu vương quốc Ả Rập Thống nhất giành được huy chương vàng đầu tiên trong lịch sử tham dự Á vận hội. Có 7 kỷ lục thế giới và 23 kỷ lục châu Á được thiết lập tại đại hội. Vận động viên bơi lội người Hàn Quốc Park Tae-hwan được bầu chọn là vận động viên xuất sắc nhất đại hội (MVP).

## Qua trình đấu thầu
Bốn thành phố đã nộp đơn đăng cai trước thời hạn ngày 30 tháng 6 năm 2000 gồm: Doha, Hồng Kông, Kuala Lumpur và New Delhi. Trước khi bỏ phiếu, Ủy ban đánh giá của Hội đồng Olympic châu Á, do Phó Chủ tịch OCA khi đó – ông Muhammad Latif Butt dẫn đầu, đã tiến hành khảo sát tại các thành phố: Doha (13–14/7), New Delhi (15–16/7), Kuala Lumpur (17–18/7) và Hồng Kông (19–20/7).
Ngày 12 tháng 11 năm 2000, cuộc bỏ phiếu lựa chọn thành phố đăng cai diễn ra tại Đại hội đồng OCA lần thứ 19 tổ chức ở Busan, Hàn Quốc. 41 thành viên OCA đã tham gia bỏ phiếu, gồm ba vòng, mỗi vòng loại một thành phố. Sau vòng đầu tiên, New Delhi bị loại khi chỉ giành được 2 phiếu. Trong vòng thứ hai, Doha giành chiến thắng, vượt qua hai ứng viên còn lại và được chọn làm chủ nhà của Asiad 2006.
| Thành phố    | NOC       | Vòng 1 | Vòng 2 |
| Doha         | Qatar     | 20     | 22     |
| Kuala Lumpur | Malaysia  | 13     | 13     |
| Hong Kong    | Hong Kong | 6      | 6      |
| New Delhi    | India     | 2      | −      |

Theo quy định của Hội đồng Olympic châu Á (OCA), một ứng viên giành được hơn một nửa số phiếu bầu hợp lệ (ít nhất 21 trên tổng số 41 phiếu) sẽ được chọn làm chủ nhà, và các vòng bỏ phiếu còn lại sẽ bị hủy. Khi Doha nhận được 22 trên 41 phiếu bầu, điều đó đồng nghĩa với việc họ được chọn đăng cai Đại hội Thể thao châu Á 2006. Phần lớn số phiếu của Qatar đến từ sự ủng hộ đồng thuận của các quốc gia Tây Á.
Sau cú sốc lớn này, Malaysia và Hồng Kông (Trung Quốc) đã bày tỏ sự thất vọng. Malaysia cho rằng việc lựa chọn Doha là điều vô lý và quyết định này bị chi phối bởi tiềm lực kinh tế hùng mạnh của Qatar.

## Lễ rước đuốc
Lễ rước đuốc bắt đầu là một phần của Đại hội Thể thao châu Á kể từ 1958. Kế hoạch của lễ rước đuốc Asiad 15 được Ủy ban tổ chức Đại hội Thể thao châu Á Doha (Doha Asian Games Organising Committee - DAGOC) công bố ngày 20 tháng 1 năm 2006.
Lễ rước đuốc bắt đầu từ ngày 8 tháng 10 năm 2006 với một buổi lễ đơn giản tại Doha Golf Club với tên gọi "Ngọn lửa của sự mến khách" (Flame of Hospitality). Với sự tham gia của hơn 3000 người, ngọn đuốc sẽ đi qua 8 quốc gia đã từng tổ chức Đại hội Thể thao châu Á cùng bốn quốc gia thuốc Hội đồng Hợp tác Vùng Vịnh (GCC). The first pit stop was in New Delhi, Ấn Độ vào ngày 11 tháng 10 năm 2006. Trong cả cuộc hành trình đoàn rước đuốc sẽ đi qua 15 quốc gia và 23 thành phố trên toàn châu Á. Ngọn đuốc sẽ được rước trên 50.000 km trong vòng 55 ngày, đây là lễ rước đuốc dài nhất trong lịch sử các Đại hội Thể thao châu Á.

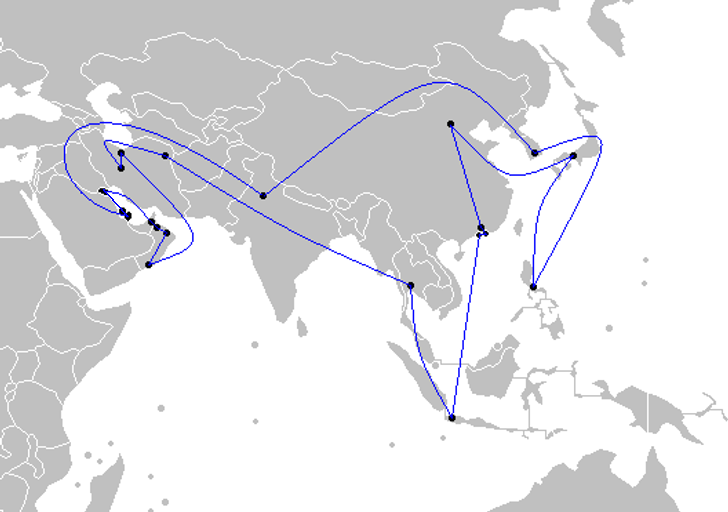
Hành trình cuộc rước đuốc

Sau đây là danh sách những quốc gia và thành phố mà đoàn rước đuốc đi qua:
1. Ấn Độ – New Delhi
2. Hàn Quốc – Busan
3. Philippines – Manila
4. Nhật Bản – Hiroshima
5. Trung Quốc – Bắc Kinh, Quảng Châu
6. Ma Cao
7. Hồng Kông
8. Indonesia – Jakarta
9. Thái Lan – Bangkok
10. Iran – Mashad, Esfahan, Tehran
11. Oman – Salalah, Muscat, Sohar
12. Các Tiểu Vương quốc Ả Rập Thống nhất – Hatta, Sharjah, Dubai, Abu Dhabi
13. Kuwait – Kuwait City
14. Bahrain – Manama

Ngọn lửa trở về Qatar vào ngày 25 tháng 11 năm 2006 và được rước quanh thành phố cho đến khi khai mạc đại hội.

## LogovàLinh vật
Ủy ban tổ chức Đại hội Thể thao châu Á Doha (Doha Asian Games Organising Committee) đã chọn Oryx, chú linh dương Oryx xứ Qatar, làm linh vật chính thức cho Asian Games 2006. Linh dương Oryx là 1 loài động vật đang có nguy cơ bị diệt chủng, nhưng nhờ sự bảo vệ tích cực của một số nhóm bảo vệ môi trường, một lượng Oryx đã có thể được thả lại về với thiên nhiên. Sự lựa chọn Oryx cũng để gửi đi thông điệp hòa bình, sự trách nhiệm và nét vui vẻ đến đại hội.

## Các môn thi đấu
Có 39 môn thể thao được phép thi đấu tại đây. Trừ Cầu lông, Bóng chày, Bóng rổ, Bóng đá, Bóng bàn và Bóng chuyền, tất cả các môn còn lại đều được bắt đầu thi đấu sau lễ khai mạc của đại hội.
| - Bắn cung - Điền kinh - Cầu lông - Bóng chày - Bóng rổ - Thể hình - Bóng gỗ - Quyền Anh - Canoe-Kayak - Cờ vua - Billards & Snooker - Đua xe đạp (lòng chảo và đường trường) - Nhảy cầu | - Cưỡi ngựa (kể cả đua ngựa sức bền) - Đấu kiếm - Bóng đá - Golf - Thể dục (nghệ thuật, nhịp điệu và trampoline) - Bóng ném - Khúc côn cầu - Judo - Kabaddi - Karate - Chèo thuyền - Bóng bầu dục - Đua thuyền buồm | - Cầu mây - Bắn súng - Bóng mềm - Squash - Bơi lội (kể cả bơi nghệ thuật) - Bóng bàn - Taekwondo - Quần vợt (kể cả quần vợt bóng mềm) - 3 môn phối hợp - Bóng nước - Bóng chuyền (trong nhà và bãi biển) - Cử tạ - Vật - Wushu |

## Quốc gia tham dự
Tất cả 45 thành viên của Hội đồng Olympic châu Á đều cử vận động viên tham dự kỳ đại hội này. Con số trong ngoặc là số lượng vận động viên tham dự đại hội do các đoàn cung cấp.
| - Afghanistan (47) - Bahrain (21) - Bangladesh (74) - Bhutan (21) - Brunei (7) - Campuchia (17) - Trung Quốc (647) - Đài Bắc Trung Hoa (399) - Hồng Kông (282) - Ấn Độ (387) - Indonesia (140) - Iran (239) - Iraq (86) - Nhật Bản (631) - Jordan (98) | - Kazakhstan (338) - Kuwait (238) - Kyrgyzstan (131) - Lào (15) - Liban (15) - Ma Cao (203) - Malaysia (244) - Maldives (55) - Mông Cổ (175) - Myanmar (40) - Nepal (51) - CHDCND Triều Tiên (164) - Oman (81) - Pakistan (157) - Palestine (72) | - Philippines (233) - Qatar (359)(chủ nhà) - Ả Rập Xê Út (155) - Singapore (134) - Hàn Quốc (656) - Sri Lanka (151) - Syria (155) - Tajikistan (103) - Thái Lan (378) - Đông Timor (15) - Turkmenistan (43) - UAE (131) - Uzbekistan (243) - Việt Nam (247) - Yemen (24) |

## Bảng tổng sắp huy chương
| Hạng                | NOC                     | Vàng | Bạc | Đồng | Tổng số |
| ------------------- | ----------------------- | ---- | --- | ---- | ------- |
| 1                   | Trung Quốc (CHN)        | 165  | 88  | 63   | 316     |
| 2                   | Hàn Quốc (KOR)          | 58   | 52  | 83   | 193     |
| 3                   | Nhật Bản (JPN)          | 50   | 72  | 78   | 200     |
| 4                   | Kazakhstan (KAZ)        | 23   | 20  | 42   | 85      |
| 5                   | Thái Lan (THA)          | 13   | 15  | 26   | 54      |
| 6                   | Iran (IRI)              | 11   | 15  | 22   | 48      |
| 7                   | Uzbekistan (UZB)        | 11   | 14  | 15   | 40      |
| 8                   | Ấn Độ (IND)             | 10   | 17  | 26   | 53      |
| 9                   | Qatar (QAT)             | 9    | 12  | 11   | 32      |
| 10                  | Đài Bắc Trung Hoa (TPE) | 9    | 10  | 27   | 46      |
| 11                  | Malaysia (MAS)          | 8    | 17  | 17   | 42      |
| 12                  | Singapore (SIN)         | 8    | 7   | 12   | 27      |
| 13                  | Ả Rập Xê Út (KSA)       | 8    | 0   | 6    | 14      |
| 14                  | Bahrain (BRN)           | 7    | 9   | 4    | 20      |
| 15                  | Hồng Kông (HKG)         | 6    | 12  | 11   | 29      |
| 16                  | CHDCND Triều Tiên (PRK) | 6    | 8   | 15   | 29      |
| 17                  | Kuwait (KUW)            | 6    | 5   | 2    | 13      |
| 18                  | Philippines (PHI)       | 4    | 6   | 9    | 19      |
| 19                  | Việt Nam (VIE)          | 3    | 13  | 7    | 23      |
| 20                  | UAE (UAE)               | 3    | 4   | 3    | 10      |
| 21                  | Mông Cổ (MGL)           | 2    | 5   | 8    | 15      |
| 22                  | Indonesia (INA)         | 2    | 4   | 14   | 20      |
| 23                  | Syria (SYR)             | 2    | 2   | 2    | 6       |
| 24                  | Tajikistan (TJK)        | 2    | 0   | 2    | 4       |
| 25                  | Jordan (JOR)            | 1    | 3   | 4    | 8       |
| 26                  | Liban (LIB)             | 1    | 0   | 2    | 3       |
| 27                  | Myanmar (MYA)           | 0    | 4   | 7    | 11      |
| 28                  | Kyrgyzstan (KGZ)        | 0    | 2   | 6    | 8       |
| 29                  | Iraq (IRQ)              | 0    | 2   | 1    | 3       |
| 30                  | Ma Cao (MAC)            | 0    | 1   | 6    | 7       |
| 31                  | Pakistan (PAK)          | 0    | 1   | 3    | 4       |
| 32                  | Sri Lanka (SRI)         | 0    | 1   | 2    | 3       |
| 33                  | Lào (LAO)               | 0    | 1   | 0    | 1       |
| 33                  | Turkmenistan (TKM)      | 0    | 1   | 0    | 1       |
| 35                  | Nepal (NEP)             | 0    | 0   | 3    | 3       |
| 36                  | Afghanistan (AFG)       | 0    | 0   | 1    | 1       |
| 36                  | Bangladesh (BAN)        | 0    | 0   | 1    | 1       |
| 36                  | Yemen (YEM)             | 0    | 0   | 1    | 1       |
| Tổng số (38 đơn vị) | Tổng số (38 đơn vị)     | 428  | 423 | 542  | 1393    |

## Địa điểm thi đấu

Địa điểm thi đấu tại Đại hội Thể thao châu Á 2006

- Al-Arabi Sports Club – Đấu kiếm, Bóng đá, Rugby, Bóng bàn
- Al-Dana Club – Thể hình, Cờ vua, Cử tạ
- Al-Gharrafa Sports Club – Bóng đá, Bóng ném
- Al-Khor Road Course – Đua xe đạp
- Al-Rayyan Sports Club – Bóng chày, Bóng đá, Hockey, Bóng chuyền, Bóng mềm
- Al-Sadd Sports Club – Billiards, Bóng đá, Cầu mây, Bóng nước
- Academy for Sports Excellence (ASPIRE) – Thể dục nghệ thuật, Cầu lông, Boxing, Canoe, Kayak, Đua xe đạp, Kabaddi, Thể dục nhịp điệu, Trampoline, Vật, Wushu
- Basketball Indoor Hall – Bóng rổ
- Corniche – Đua xe đạp, Điền kinh, Ba môn phối hợp
- Doha Golf Club – Golf
- Doha Racing & Equestrian Club – Cưỡi ngựa
- Doha Sailing Club – Đua thuyền buồm
- Hamad Aquatic Centre – Nhảy cầu, Bơi, Bơi nghệ thuật
- Khalifa International Tennis and Squash Complex – Soft Tennis, Qquash, Tennis
- SVĐ Khalifa – Điền kinh
- Lusail Shooting Complex – Bắn cung, Bắn súng
- Mesaieed Endurance Course – Đua ngựa sức bền
- Qatar Bowling Centre – Bowling
- Qatar Sports Club – Bóng đá, Judo, Karate, Taekwondo
- The Sport City – Bóng chuyền bãi biển
- West Bay Lagoon – Đua thuyền

## Sự cố và tranh cãi

### Bị cấm thi đấu và bỏ cuộc

#### Bóng rổ
Tuyển Philippines, đội đã từng dành 4 huy chương vàng ở các kỳ Á vận hội, lần đầu tiên sẽ không tham dự một kỳ Asiad do lệnh cấm của Liên đoàn bóng rổ quốc tế (FIBA). Tranh chấp giữa Hiệp hội bóng rổ Philippines (BAP) và Ủy ban Olympic Philippines (POC) là nguyên nhân của lệnh cấm. FIBA chỉ đồng ý hủy bỏ án phạt khi hai tổ chức trên quyết định hợp tác với nhau thân thiện hơn. Nếu không, đội tuyển Philippines không được tham gia bất kỳ giải đấu nào nằm trong lịch thi đấu của FIBA.

#### Cử tạ
Ấn Độ không tham gia tranh tài ở môn cử tạ do chính phủ nước này từ chối trả khoản phạt 50.000 USD cho Liên đoàn cử tạ quốc tế (IWF)để giỡ bỏ lệnh cấm thi đấu. IWF cấm đội tuyển Ấn Độ tham gia mọi giải đấu quốc tế sau khi phát hiện một loạt vận động viên của đội tuyển nước này sử dụng doping tại Đại hội Thể thao Khối thịnh vượng chung 2006 được tổ chức Melbourne, Úc. Lệnh cấm có thể kéo dài sang năm 2008 nếu Ấn Độ tiếp tục không chịu trả khoản tiền phạt.

#### Bóng đá
Có bốn đội tuyển bỏ cuộc hay bị cấm thi đấu môn bóng đá, khiến ban tổ chức phải sắp xếp lại cách thức chia bảng và lịch thi đấu. Sau khi đội tuyển bóng đá nữ Maldives rút lui vào đầu tháng 11, bộ môn bóng đá nữ phải bốc thăm và chia bảng lại để số đội trong mỗi bảng bằng nhau. Không lâu sau, tuyển nam Turkmenistan cũng tuyên bố bỏ cuộc. Yemen sau khi hàng loạt trụ cột bị cấm thi đấu do sử dụng doping đã không tập hợp nổi đội tuyển và buộc phải từ bỏ ý định tham gia giải.
Ngày 23 tháng 11 năm 2006, FIFA tuyên bố lệnh cấm Iran tham gia các giải đấu quốc tế. Nhưng sau đó, do những thỏa thuận đạt được giữa FIFA và Liên đoàn bóng đá Iran (IRRF) ba ngày sau, Iran được chấp nhận tham gia giải đấu. Sự trở lại này khiến Tajikistan, đội dự tính sẽ thay thế xuất của Iran ở vòng hai, chính thức bị loại khỏi giải.

#### Ấn Độ
Ấn Độ là đoàn duy nhất có thay đổi lớn về thành phần tham dự đại hội ngay gần kề ngày khai mạc. Ngày 22 tháng 11 năm 2006, Bộ thể thao Ấn Độ gây sốc đối với ban tổ chức đại hội bằng cách tuyên bố rút lui ở 8 trên tổng số 32 môn đã tuyên bố có tham gia thi đấu. Những môn đó là bóng đá, bóng rổ, bóng ném, cầu mây, ba môn phối hợp, ten-pin bowling và bóng bầu dục 7 người. Nguyên do Ấn Độ rút lui ở những nội dung trên để giảm bớt tri phí và khả năng tranh chấp huy chương thấp. Kết quả là chỉ có 387 VĐV sẽ đến Doha thay vì 589 như dự kiến ban đầu của Hiệp hội Olympic Ấn Độ (IOA).
Một vài đội tuyển muốn tham gia ngay cả khi không có sự hỗ trợ của chính phủ; tuyển bóng đá nam tuyên bố sẽ tham gia "mà không cần một đồng xu nào của chính phủ, như họ đã làm ở Asiad 1998 và 2002. HLV đội tuyển bóng đá tuyên bố sẽ tham gia thi đấu ngay cả khi chính phủ không ủng hộ.
IOA cũng cố gắng để hai đội tuyển cầu mây và đấu kiếm có thể tham gia thi đấu. Ban tổ chức đại hội (DAGOC) cũng đồng ý chấp nhận lại họ sau khi đã gạch tên tuyển Ấn Độ ra khỏi danh sách thi đấu ở những nội dung trên.

#### Bóng chuyền
Palestine phải bỏ cuộc vì gặp khó khăn trong việc di chuyển do Dải Gaza bị phong tỏa, Indonesia và Turkmenistan bỏ cuộc vào phút chót, chỉ vài giờ trước trận đấu loại đầu tiên của họ bắt đầu.

### Doping
Các vận động viên sau đây đã bị phát hiện có sử dụng chất kích thích ở đại hội, và gần như tất cả đều là các lực sĩ cử tạ:
- Đô cử Myanmar Than Kyi Kyi, thi đấu ở hạng cân 48 kg, bị phát hiện dương trính với diuretic.
- Đô cử Uzbekistan Elmira Ramileva, hạng cân 69 kg, dương tính với anabolic steroid.
- Đô cử Alexander Urinov, cũng của Uzbekistan, thi đấu ở hạng cân 105 kg, dương tính với cannabis.
- Đô cử Oo Mya Sanda của Myanma, huy chương bạc ở nội dung 75 kg môn cử tạ, dương tính với metabolite.
- Lực sĩ thể hình Saad Faeaz của Iraq, bị loại khỏi Đại hội sau khi nhiều steroid cấm được tìm thấy trong hành lý của anh tại Sân bay Quốc tế Doha.

### Cái chết của các vận động viên
Vận động viên cưỡi ngựa Kim Hyung-chil đã tử nạn sau khi ngã ngựa trong khi thi đấu vào sáng 7 tháng 12.Tai nạn xảy ra ở lượt nhảy thứ 8, khi trời đang mưa. Ngay lập tức anh được đưa vào viện, nhưng đã không qua khỏi vào 10 giờ 50 sáng cùng ngày theo giờ địa phương.  Theo chủ tịch Ủy ban Olympic Hàn Quốc Kim Jung Kil cho biết, theo báo cáo lại, con ngựa của Kim đã lỡ cú nhảy do điều kiện trơn trượt nơi thi đấu. Đoàn Hàn Quốc đòi điều tra xem tại sao ban tổ chức lại quyết định cho thi đấu trong điều kiện thời tiết nguy hiểm như vậy, nguyên nhân chính dẫn đến cái chết của VĐV.
"Theo ý kiến chuyên môn của tôi, thời tiết không liên quan đến tai nạn này. Nếu có ngựa ngã và đè lên bạn, đó là hai tấn gạch đổ sập xuống người bạn. Bạn không thể làm gì được" Andy Griffiths, giám thị kỹ thuật của đại hội nói.
Bố của anh Kim là VĐV môn cưỡi ngựa từng thi đấu tại Thế vận hội mùa hè 1964, tổ chức tại Tokyo và anh Kim từng dành huy chương bạc tại Á vận hội 2002 với cùng con ngựa đã gây ra tai nạn.
Đây là cái chết thứ 8 liên quan đến đại hội lần này, nhưng là cái chết đầu tiên của một VĐV khi đang thi đấu.

## Truyền thông
Các đài/hãng truyền thông phát sóng ASIAD 2006 tại châu Á là:
- CCTV-5 phát sóng tại Trung Quốc
- Doordarshan và All India Radio truyền hình trực tiếp đại hội tại Ấn Độ
- Eurosport truyền hình trực tiếp 120 tiếng kể từ ngày 28 tháng 11 năm 2006 trên toàn châu Âu[46]
- NHK phát sóng tại Nhật Bản
- RTM và Astro phát sóng tại Malaysia
- MediaCorp phát sóng tại Singapore
- TVBS và ESPN phát sóng tại Đài Loan
- NBN-4 phát sóng tại Philippines
- Cable TV Hong Kong phát sóng tại Hồng Kông
- VTV, HTV và VCTV phát sóng tại Việt Nam[47][48]
- Al-Jazeera Sports phát sóng tại các quốc gia Ả Rập và phần còn lại của thế giới.